# Kodai MailGo
Kodai MailGoは、Microsoft Office Outlookのアドインとして動く、メール誤送信防止ソフトウエア。
メール本文の先頭に記載された自然言語の宛先（○○株式会社、有限会社◆◆など）を読み込み、送信先メールアドレスがユーザの想定する送信先かどうか、すなわち誤送信の可能性があるかどうかを判断し警告を出すソフトウエア。誤送信か否かの判断は、予めユーザーによって設定された送信先宛先リスト（セキュリティテーブル）の参照・照合に依る。送信先宛先リストは、ユーザーが任意に定義でき、リストファイルを組織内外で共有できる。

## サポート対象 Outlook バージョン
Microsoft Office Outlook 2010/2016